# Agaton och Fina
Agaton och Fina var en svensk kort dramafilm från 1912 i regi av Eric Malmberg. 

## Handling
Agaton rymmer från sin hustru Fina, men blir så småningom infångad av henne. På hemvägen hamnar paret bland annat i Berlin och Venedig. I Berlin blir Fina arresterad efter ett bråk på hotellet, men hon lyckas lura arrestvakten och rymma.

## Om filmen
Filmen har förmodligen aldrig blivit färdigställd. Den spelades in parallellt med Kolingens galoscher och de andra filmerna från den stora USA-resan 1911.
Filmen spelades in i flera versioner avsedda för olika svenska städer. Scenen där Agaton rymmer finns bevarad i fem versioner, inspelade i Borås, Göteborg, Kalmar, Karlskrona och Kristianstad. Scenen när Fina och Agaton återvänder finns i motsvarande fem versioner samt en längre, inspelad i Malmö.
Filmen är förutom på ovanstående orter även inspelad i Berlin och Venedig samt i Svenska Biografteaterns ateljé på Lidingö.

## Rollista (komplett)
- Eric Malmberg - Agaton
- Victor Arfvidson - Fina
- Birger Lundstedt - Hotellportier
- Gustaf Bengtsson
- Lars Björck
- Olof Ås